# Marija Banušić
Marija Banušić (* 17. September 1995 in Uppsala) ist eine schwedische Fußballspielerin.

## Karriere

### Vereine
Banušić lief in der Saison 2012 für den schwedischen Zweitligisten IK Sirius auf und wechselte zur Saison 2013 zum Erstligisten Kristianstads DFF. Nach zwei Spielzeiten, in denen Kristianstad 2014 das Finalspiel um den Svenska Cupen erreicht hatte, verlängerte sie ihren Vertrag beim Erstligisten nicht und hielt sich stattdessen zunächst unter anderem bei ihrem alten Club IK Sirius fit. Zur Saison 2015 wechselte sie zum englischen Erstligisten Chelsea LFC, bei dem sie sich jedoch nicht durchsetzen konnte. Daher kehrte Banušić 2016 nach Schweden zurück und unterschrieb beim Vizemeister Eskilstuna United. Bereits ein Jahr später zog sie zum Linköpings FC weiter. Seit der Saison 2018/19 spielt sie für den französischen Erstdivisionär Montpellier HSC.

### Nationalmannschaft
Banušić spielte für diverse schwedische Nachwuchsnationalmannschaften und nahm unter anderem mit der U-17 an der Qualifikation zur U-17-Europameisterschaft 2012 teil, für deren Endrunde sich Schweden jedoch nicht qualifizieren konnte. Dennoch wurde sie mit elf Treffern beste Torschützin des Gesamtwettbewerbs inklusive Qualifikation. Am 24. November 2014 debütierte Banušić, zu diesem Zeitpunkt vereinslos, bei einem Freundschaftsspiel gegen Kanada in der schwedischen A-Nationalmannschaft.